# 金光俊
金 光俊（キム・グァンジュン、朝鮮語: 김광준、1915年11月15日 - 1971年2月24日または3月）は、大韓民国の警察公務員（警監）、政治家、弁護士。第3代春川警察署長、制憲・第2・5代韓国国会議員を歴任した。
本貫は義城金氏。元国会議員の金命潤は弟、呉俊碩は妹の夫。

## 経歴
日本統治時代の江原道（現・慶尚北道）蔚珍郡平海出身。中央大学専門部法科卒。朝鮮弁護士試験合格、総督府普通文官試験合格、日本高等文官試験司法科・行政科合格。全羅南道道属・警務課長、第3代春川警察署長（1946年7月18日～1947年10月25日）、弁護士、無所属の国会議員、国会内務治安委員、憲法起草委員、高試司法行政両科委員、自由党党員、民主党所属の国会議員、民政党結党全党大会副議長を務めた。
1971年2月24日、持病により梨大付属病院で死去。57歳没。

## エピソード
制憲議員任期中は内閣責任制への改憲を支持する。また、反民族行為処罰法の制定にも積極的である。
釜山政治波動の時は身を隠したが、改憲案通過後に再び現れた。重石ドル事件の時は政府に猛追及した。
自由党に入党したことがあり、その時期に目立つ活動はなかった。
1963年の第6代総選挙の前に民政党の公認をもらったが、まもなく共和党に移籍した。